# Doanh nhân

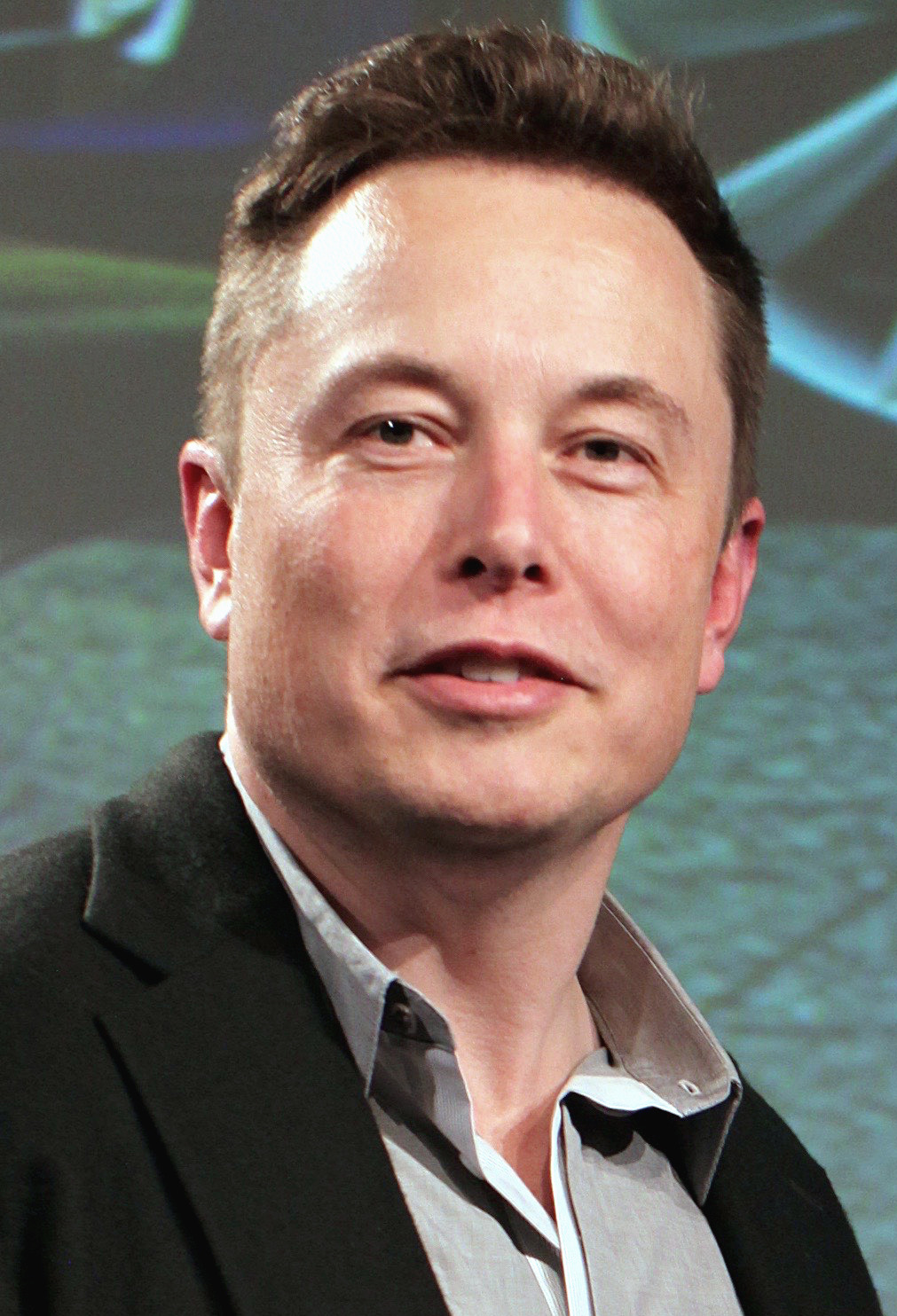
Doanh nhân người Mỹ gốc Nam Phi Elon Musk.

Doanh nhân là người giải quyết các vấn đề cho người khác để kiếm lợi nhuận. Ở Việt Nam, doanh nhân là một từ được các phương tiện truyền thông sử dụng để xác định một tầng lớp gắn với thành phần kinh tế tư nhân và chủ nghĩa tư bản xuất hiện từ sau những năm 1990. Họ có một nền tảng kinh tế thành đạt và có những cống hiến nhất định cho xã hội.

## Đặc điểm
Các doanh nhân xuất hiện trên các phương tiện truyền thông đều là những con người đã thành đạt trong sự nghiệp của mình, điều này tạo ra một hiệu ứng tâm lý rằng: cứ được gọi là doanh nhân có nghĩa là người đó là người có nhiều tiền.
Doanh nhân là người kinh doanh, đôi khi được hiểu là những người chủ chốt trong việc quản trị, điều hành một doanh nghiệp. Đó có thể là những người đại diện cho các cổ đông, cho các chủ sở hữu (thành viên Hội đồng Thành viên, Hội đồng Quản trị, Ban Kiểm soát) hoặc trực tiếp điều hành các doanh nghiệp (thành viên Ban Giám đốc).
Hiểu theo nghĩa rộng thì doanh nhân là những người có vị trí trong một doanh nghiệp và làm công việc quản trị trong doanh nghiệp. Doanh nhân còn là những người có được những: 
- (1) năng khiếu đặc biệt về kinh doanh
- (2) kỹ năng đặc biệt về kinh doanh
- (3) các kinh nghiệm phong phú để ứng dụng trong kinh doanh.

Doanh nhân thường là người có năng lực quản lý, quản trị hơn hẳn những người khác. Doanh nhân được xem là một nghề như nhiều nghề khác trong xã hội.
Vai trò chính của doanh nhân là xây dựng các doanh nghiệp, vận hành, phát triển chúng để làm ra hàng hóa, dịch vụ cho xã hội, giải quyết công ăn việc làm cho người dân. Doanh nhân phải làm ra lợi nhuận và biết đóng góp cho xã hội. Các doanh nhân tập hợp trong một tầng lớp xã hội gọi là tầng lớp doanh nhân. Từ trước đến nay, doanh nhân Việt Nam chủ yếu cố gắng chiếm lĩnh thị trường nội địa. Nay đã bắt đầu có những đầu tư ra nước ngoài.

## Tại Việt Nam
Riêng các doanh nhân Việt Nam có một ngày kỷ niệm trong năm, đó là ngày 13 tháng 10. Ngày này được công nhận vào năm 2004, dưới thời Thủ tướng Phan Văn Khải.
Doanh nhân Việt Nam trong lịch sử:
*Thời phong kiến: Trong câu "Sĩ nông công thương", doanh nhân (các thương gia thời đó) đứng ở cuối các thang bậc của xã hội. Chính vì vậy, khi các thương gia thành công, có nhiều tiền, họ sẽ cố đầu tư cho con học đi thi để được gia nhập vào tầng lớp "sĩ" (quan lại, sĩ phu..." hoặc đem tiền trở về quê mua thật nhiều ruộng đất, bắt đầu một quá trình tự "nông dân hóa" để gia nhập trở lại vào tầng lớp "nông". Suốt thời kỳ này tầng lớp doanh nhân không phát triển được.
*Thời thực dân: Tầng lớp doanh nhân Việt Nam thực sự hình thành và phát triển. Về mặt số lượng họ khá đông đảo và bắt đầu một quá trình tích tụ nguồn vốn, tri thức và kinh nghiệm để vươn lên kinh doanh và cạnh tranh lại với tư bản nước ngoài. Nhiều người trong số họ là những người xuất chúng và có những hành động yêu nước thiết thực như Lương Văn Can, Nguyễn Quyền, Bạch Thái Bưởi, Nguyễn Sơn Hà...Do có khả năng tài chính, các doanh nhân đều đầu tư cho con cái học hành bài bản và nhiều người trong số này đã trở thành các nhà cách mạng.
*Thời sau giải phóng: (miền Bắc từ sau 1954, miền Nam từ sau 1975 đến năm 1990) Tầng lớp tư sản gần như bị phân rã. Họ không xuất hiện và không được công nhận trong xã hội. Các pano, affiche cổ động chỉ có hình ảnh của công - nông - binh - thương - sỹ.
*Từ 1990 đến nay: Sau Đổi mới, Luật Công ty và Luật Doanh nghiệp tư nhân ra đời ngày 21 tháng 12 năm 1990 đã mở đường cho các doanh nghiệp tư nhân ra đời và cùng với đó là sự hồi sinh, phát triển của tầng lớp doanh nhân Việt Nam. Tuy trên các tranh cổ động vẫn chỉ có "công - nông - binh" và thêm "trí" song doanh nhân cũng dần được công nhận là một tầng lớp xã hội.